# Премія «Сатурн» за найкращу жіночу телероль
Премія «Сатурн» за найкращу жіночу телероль — одна з щорічних нагород, яку присуджує Академія наукової фантастики, фентезі та фільмів жахів акторам за найкращу роль у фантастичному фільмі. Присуджують з 1997 року.

## Лауреати і номінанти
• Лауреати виділені окремим кольором.

### 1997—2000
| Церемонія   | Фото лауреата        | Акторка                        | Телевізійна программа          | Мережа                 | Роль            |
| ----------- | -------------------- | ------------------------------ | ------------------------------ | ---------------------- | --------------- |
| 23-я (1997) |                      | • Джилліан Андерсон            | «Цілком таємно»                | FOX                    | Дейна Скаллі    |
| 23-я (1997) | • Меґан Ворд         | «Темні небеса»                 | NBC                            | Кімберлі Сайєрз        |                 |
| 23-я (1997) | • Мелісса Джоан Гарт | «Сабріна — юна відьма»         | ABC                            | Сабріна Спеллман       |                 |
| 23-я (1997) | • Клаудія Крістіан   | «Вавилон-5»                    | Syndicated                     | Сьюзан Іванова         |                 |
| 23-я (1997) | • Хелен Шейвер       | «Полтергейст: Спадщина»        | Showtime                       | Доктор Рейчел Корріган |                 |
| 23-я (1997) | • Люсі Лоулес        | «Ксена: принцеса-воїн»         | Syndicated                     | Ксена                  |                 |
| 24-а (1998) |                      | • Кейт Малгрю                  | «Зоряний шлях: Вояджер»        | UPN                    | Кетрін Джейнвей |
| 24-а (1998) | • Пета Вільсон       | «Її звали Нікіта»              | USA Network                    | Нікіта                 |                 |
| 24-а (1998) | • Сара Мішель Геллар | «Баффі — переможниця вампірів» | WB                             | Баффі Саммерс          |                 |
| 24-а (1998) | • Еллі Вокер         | «Профайлер»                    | NBC                            | Саманта Уотерс         |                 |
| 24-а (1998) | • Джері Райан        | «Зоряний шлях: Вояджер»        | UPN                            | Енніка Хансен          |                 |
| 24-а (1998) | • Джилліан Андерсон  | «Цілком таємно»                | FOX                            | Дейна Скаллі           |                 |
| 25-а (1999) |                      | • Сара Мішель Геллар           | «Баффі — переможниця вампірів» | WB                     | Баффі Саммерс   |
| 25-а (1999) | • Кейт Малгрю        | «Зоряний шлях: Вояджер»        | UPN                            | Кетрін Джейнвей        |                 |
| 25-а (1999) | • Джері Райан        | «Зоряний шлях: Вояджер»        | UPN                            | Енніка Хансен          |                 |
| 25-а (1999) | • Джилліан Андерсон  | «Цілком таємно»                | FOX                            | Дейна Скаллі           |                 |
| 25-а (1999) | • Клаудія Крістіан   | «Вавилон-5»                    | Syndicated                     | Сьюзан Іванова         |                 |
| 25-а (1999) | • Шеннен Догерті     | «Усі жінки — відьми»           | WB                             | Прю Галлівел           |                 |
| 26-а (2000) |                      | • Маргарет Колін               | «Зараз і знову»                | CBS                    | Ліза Вайзман    |
| 26-а (2000) | • Кейт Малгрю        | «Зоряний шлях: Вояджер»        | UPN                            | Кетрін Джейнвей        |                 |
| 26-а (2000) | • Клаудія Блек       | «На краю Всесвіту»             | Syfy                           | Айрін Сун              |                 |
| 26-а (2000) | • Джилліан Андерсон  | «Цілком таємно»                | FOX                            | Дейна Скаллі           |                 |
| 26-а (2000) | • Сара Мішель Геллар | «Баффі — переможниця вампірів» | WB                             | Баффі Саммерс          |                 |
| 26-а (2000) | • Шеннен Догерті     | «Усі жінки — відьми»           | WB                             | Прю Галлівел           |                 |

### 2001—2010
| Церемонія   | Фото лауреата          | Акторка                           | Телевізійна программа            | Мережа                | Роль           |
| ----------- | ---------------------- | --------------------------------- | -------------------------------- | --------------------- | -------------- |
| 27-а (2001) |                        | • Джессіка Альба                  | «Темний ангел»                   | FOX                   | Макс Гевара    |
| 27-а (2001) | • Каризма Карпентер    | «Ангел»                           | WB                               | Корделія Чейз         |                |
| 27-а (2001) | • Кейт Малгрю          | «Зоряний шлях: Вояджер»           | UPN                              | Кетрін Джейнвей       |                |
| 27-а (2001) | • Клаудія Блек         | «На краю Всесвіту»                | Syfy                             | Айрін Сун             |                |
| 27-а (2001) | • Сара Мішель Геллар   | «Баффі — переможниця вампірів»    | WB                               | Баффі Саммерс         |                |
| 27-а (2001) | • Джилліан Андерсон    | «Цілком таємно»                   | FOX                              | Дейна Скаллі          |                |
| 28-а (2002) |                        | • Янсі Батлер                     | «Клинок відьми»                  | TNT                   | Сара Пезіні    |
| 28-а (2002) | • Крістін Кройк        | «Таємниці Смолвіля»               | WB                               | Лана Ленг             |                |
| 28-а (2002) | • Сара Мішель Геллар   | «Баффі — переможниця вампірів»    | WB                               | Баффі Саммерс         |                |
| 28-а (2002) | • Клаудія Блек         | «На краю Всесвіту»                | Syfy                             | Айрін Сун             |                |
| 28-а (2002) | • Джилліан Андерсон    | «Цілком таємно»                   | FOX                              | Дейна Скаллі          |                |
| 28-а (2002) | • Джессіка Альба       | «Темний ангел»                    | FOX                              | Макс Гевара           |                |
| 29-а (2003) |                        | • Дженніфер Гарнер                | «Шпигунка»                       | ABC                   | Сідні Брістов  |
| 29-а (2003) | • Клаудія Блек         | «На краю Всесвіту»                | Syfy                             | Айрін Сун             |                |
| 29-а (2003) | • Емілі Бергл          | «Взято»                           | Syfy                             | Ліза Кларк            |                |
| 29-а (2003) | • Сара Мішель Геллар   | «Баффі — переможниця вампірів»    | UPN                              | Баффі Саммерс         |                |
| 29-а (2003) | • Крістін Кройк        | «Таємниці Смолвіля»               | WB                               | Лана Ленг             |                |
| 29-а (2003) | • Каризма Карпентер    | «Ангел»                           | WB                               | Корделія Чейз         |                |
| 30-а (2004) |                        | • Ембер Темблін                   | «Джоан з Аркадії»                | CBS                   | Джоан Джирарді |
| 30-а (2004) | • Елен Мут             | «Мертві, як я»                    | Showtime                         | Джорджія Лас          |                |
| 30-а (2004) | • Еліза Душку          | «Поклик Тру»                      | FOX                              | Тру Девіс             |                |
| 30-а (2004) | • Дженніфер Гарнер     | «Шпигунка»                        | ABC                              | Сідні Брістов         |                |
| 30-а (2004) | • Сара Мішель Геллар   | «Баффі — переможниця вампірів»    | UPN                              | Баффі Саммерс         |                |
| 30-а (2004) | • Крістін Кройк        | «Таємниці Смолвіля»               | WB                               | Лана Ленг             |                |
| 31-а (2005) |                        | • Клаудія Блек                    | «На краю Всесвіту: Битва за мир» | Syfy                  | Айрін Сун      |
| 31-а (2005) | • Крістен Белл         | «Вероніка Марс»                   | UPN                              | Вероніка Марс         |                |
| 31-а (2005) | • Еванджелін Ліллі     | «Загублені»                       | ABC                              | Кейт Остін            |                |
| 31-а (2005) | • Дженніфер Гарнер     | «Шпигунка»                        | ABC                              | Сідні Брістов         |                |
| 31-а (2005) | • Ембер Темблін        | «Джоан з Аркадії»                 | CBS                              | Джоан Джирарді        |                |
| 31-а (2005) | • Енн Гейч             | «Знають тільки мертві»            | CBS                              | Емілі Паркер          |                |
| 32-а (2006) |                        | • Крістен Белл                    | «Вероніка Марс»                  | UPN                   | Вероніка Марс  |
| 32-а (2006) | • Патриція Аркетт      | «Медіум»                          | NBC                              | Елісон Дюбуа          |                |
| 32-а (2006) | • Дженніфер Лав Г'юїтт | «Та, що говорить з привидами»     | CBS                              | Мелінда Гордон        |                |
| 32-а (2006) | • Крістін Кройк        | «Таємниці Смолвіля»               | WB                               | Лана Ленг             |                |
| 32-а (2006) | • Еванджелін Ліллі     | «Загублені»                       | ABC                              | Кейт Остін            |                |
| 32-а (2006) | • Дженніфер Гарнер     | «Шпигунка»                        | ABC                              | Сідні Брістов         |                |
| 33-я (2007) |                        | • Дженніфер Лав Г'юїтт            | «Та, що говорить з привидами»    | CBS                   | Мелінда Гордон |
| 33-я (2007) | • Крістен Белл         | «Вероніка Марс»                   | UPN                              | Вероніка Марс         |                |
| 33-я (2007) | • Еванджелін Ліллі     | «Загублені»                       | ABC                              | Кейт Остін            |                |
| 33-я (2007) | • Патриція Аркетт      | «Медіум»                          | NBC                              | Елісон Дюбуа          |                |
| 33-я (2007) | • Кеті Сакгофф         | «Зоряний крейсер „Галактика“»     | Syfy                             | Кара Трейс            |                |
| 33-я (2007) | • Кіра Седжвік         | «Шукачка»                         | TNT                              | Бренда Лі Джонсон     |                |
| 34-а (2008) |                        | • Дженніфер Лав Г'юїтт            | «Та, що говорить з привидами»    | CBS                   | Мелінда Гордон |
| 34-а (2008) | • Еванджелін Ліллі     | «Загублені»                       | ABC                              | Кейт Остін            |                |
| 34-а (2008) | • Кіра Седжвік         | «Шукачка»                         | TNT                              | Бренда Лі Джонсон     |                |
| 34-а (2008) | • Анна Фріл            | «Живий за викликом»               | ABC                              | Чак / Шарлотта Чарльз |                |
| 34-а (2008) | • Ліна Гіді            | «Термінатор: Хроніки Сари Коннор» | Fox                              | Сара Коннор           |                |
| 34-а (2008) | • Голлі Гантер         | «Врятувати Грейс»                 | TNT                              | Грейс Ханадарко       |                |
| 35-а (2009) |                        | • Мері Макдоннелл                 | «Зоряний крейсер „Галактика“»    | Syfy                  | Лора Рослін    |
| 35-а (2009) | • Анна Торв            | «Межа»                            | Fox                              | Олівія Данхем         |                |
| 35-а (2009) | • Дженніфер Лав Г'юїтт | «Та, що говорить з привидами»     | CBS                              | Мелінда Гордон        |                |
| 35-а (2009) | • Еванджелін Ліллі     | «Загублені»                       | ABC                              | Кейт Остін            |                |
| 35-а (2009) | • Кіра Седжвік         | «Шукачка»                         | TNT                              | Бренда Лі Джонсон     |                |
| 35-а (2009) | • Ліна Гіді            | «Термінатор: Хроніки Сари Коннор» | Fox                              | Сара Коннор           |                |
| 35-а (2009) | • Анна Паквін          | «Реальна кров»                    | HBO                              | Сокі Стекгаус         |                |
| 36-а (2010) |                        | • Анна Торв                       | «Межа»                           | Fox                   | Олівія Данхем  |
| 36-а (2010) | • Анна Ганн            | «Пуститися берега»                | AMC                              | Скайлер Вайт          |                |
| 36-а (2010) | • Еванджелін Ліллі     | «Загублені»                       | ABC                              | Кейт Остін            |                |
| 36-а (2010) | • Кіра Седжвік         | «Шукачка»                         | TNT                              | Бренда Лі Джонсон     |                |
| 36-а (2010) | • Анна Паквін          | «Реальна кров»                    | HBO                              | Сокі Стекгаус         |                |
| 36-а (2010) | • Дженніфер Лав Г'юїтт | «Та, що говорить з привидами»     | CBS                              | Мелінда Гордон        |                |

### 2011—2020
| Церемонія   | Фото лауреата           | Акторка                                   | Телевізійна программа     | Мережа                                    | Роль               |
| ----------- | ----------------------- | ----------------------------------------- | ------------------------- | ----------------------------------------- | ------------------ |
| 37-а (2011) |                         | • Анна Торв                               | «Межа»                    | Fox                                       | Олівія Данхем      |
| 37-а (2011) | • Сара Вейн Келліс      | «Ходячі мерці»                            | AMC                       | Лорі Граймс                               |                    |
| 37-а (2011) | • Елізабет Мітчелл      | «V»                                       | ABC                       | Еріка Еванс                               |                    |
| 37-а (2011) | • Крістін Кройк         | «Таємниці Смолвіля»                       | WB                        | Лана Ленг                                 |                    |
| 37-а (2011) | • Анна Паквін           | «Реальна кров»                            | HBO                       | Сокі Стекгаус                             |                    |
| 37-а (2011) | • Кіра Седжвік          | «Шукачка»                                 | TNT                       | Бренда Лі Джонсон                         |                    |
| 38-а (2012) |                         | • Анна Торв                               | «Межа»                    | Fox                                       | Олівія Данхем      |
| 38-а (2012) | • Кіра Седжвік          | «Шукачка»                                 | TNT                       | Бренда Лі Джонсон                         |                    |
| 38-а (2012) | • Джессіка Ленг         | «Американська історія жаху»               | FX                        | Гвен Купер                                |                    |
| 38-а (2012) | • Ліна Гіді             | «Гра престолів»                           | HBO                       | Серсі Ланністер                           |                    |
| 38-а (2012) | • Ів Майлз              | «Торчвуд»                                 | Starz                     | Гвен Купер                                |                    |
| 38-а (2012) | • Мірей Інос            | «Убивство»                                | AMC                       | Сара Лінден                               |                    |
| 39-а (2013) |                         | • Анна Торв                               | «Межа»                    | Fox                                       | Олівія Данхем      |
| 39-а (2013) | • Трейсі Спірідакос     | «Революція»                               | NBC                       | Чарлі Метісон                             |                    |
| 39-а (2013) | • Мірей Інос            | «Убивство»                                | AMC                       | Сара Лінден                               |                    |
| 39-а (2013) | • Сара Полсон           | «Американська історія жаху: Притулок»     | FX                        | Лана Вінтерс                              |                    |
| 39-а (2013) | • Мун Бладгуд           | «Коли падають небеса»                     | TNT                       | Енн Гласс                                 |                    |
| 39-а (2013) | • Шарлотта Райлі        | «Світ без кінця»                          | Reelz                     | Каріс Вулер                               |                    |
| 40-а (2014) |                         | • Віра Фарміґа                            | «Мотель Бейтсів»          | A&E                                       | Норма Бейтс        |
| 40-а (2014) | • Джессіка Ленг         | «Американська історія жаху: Шабаш»        | FX                        | Фіона Гуд                                 |                    |
| 40-а (2014) | • Рейчел Ніколс         | «Континуум»                               | Syfy                      | Кіра Кемерон                              |                    |
| 40-а (2014) | • Кері Расселл          | «Американці»                              | FX                        | Елізабет Дженнінгз                        |                    |
| 40-а (2014) | • Дженніфер Карпентер   | «Декстер»                                 | Showtime                  | Дебра Морган                              |                    |
| 40-а (2014) | • Анна Ганн             | «Пуститися берега»                        | AMC                       | Скайлер Вайт                              |                    |
| 41-а (2015) |                         | • Катріна Балф                            | «Чужоземка»               | Starz                                     | Клер Фрейзер       |
| 41-а (2015) | • Джессіка Ленг         | «Американська історія жаху: Шоу виродків» | FX                        | Ельза Марс                                |                    |
| 41-а (2015) | • Гейлі Етвел           | «Агент Картер»                            | ABC                       | Маргарет Картер                           |                    |
| 41-а (2015) | • Ребекка Ромейн        | «Бібліотекарі»                            | TNT                       | Єва Бейрд                                 |                    |
| 41-а (2015) | • Рейчел Ніколс         | «Континуум»                               | Syfy                      | Кіра Кемерон                              |                    |
| 41-а (2015) | • Віра Фарміґа          | «Мотель Бейтсів»                          | A&E                       | Норма Бейтс                               |                    |
| 42-а (2016) |                         | • Катріна Балф                            | «Чужоземка»               | Starz                                     | Клер Фрейзер       |
| 42-а (2016) | • Мелісса Бенойст       | «Супердівчина»                            | CBS                       | Супердівчина                              |                    |
| 42-а (2016) | • Крістен Ріттер        | «Джессіка Джонс»                          | Netflix                   | Джессіка Джонс                            |                    |
| 42-а (2016) | • Джилліан Андерсон     | «Цілком таємно»                           | FOX                       | Дейна Скаллі                              |                    |
| 42-а (2016) | • Ребекка Ромейн        | «Бібліотекарі»                            | TNT                       | Єва Бейрд                                 |                    |
| 42-а (2016) | • Кім Діккенс           | «Бійтеся ходячих мерців»                  | AMC                       | Медісон Кларк                             |                    |
| 42-а (2016) | • Рейчел Ніколс         | «Континуум»                               | Syfy                      | Кіра Кемерон                              |                    |
| 43-я (2017) |                         | • Мелісса Бенойст                         | «Супердівчина»            | CBS                                       | Супердівчина       |
| 43-я (2017) | • Віра Фарміґа          | «Мотель Бейтсів»                          | A&E                       | Норма Бейтс                               |                    |
| 43-я (2017) | • Ліна Гіді             | «Гра престолів»                           | HBO                       | Серсі Ланністер                           |                    |
| 43-я (2017) | • Кім Діккенс           | «Бійтеся ходячих мерців»                  | AMC                       | Медісон Кларк                             |                    |
| 43-я (2017) | • Сара Полсон           | «Американська історія жаху: Роенок»       | FX                        | Одрі Тіндалл, Шелбі Міллер і Лана Вінтерс |                    |
| 43-я (2017) | • Вайнона Райдер        | «Дивні дива»                              | Netflix                   | Джойс Байєрс                              |                    |
| 43-я (2017) | • Катріна Балф          | «Чужоземка»                               | Starz                     | Клер Фрейзер                              |                    |
| 44-а (2018) |                         | • Сонеква Мартін-Грін                     | «Зоряний шлях: Дискавері» | Paramount+                                | Майкл Бернем       |
| 44-а (2018) | • Мері Елізабет Вінстед | «Фарґо»                                   | FX                        | Ніккі Сванґо                              |                    |
| 44-а (2018) | • Едріанн Палікі        | «Орвілл»                                  | Fox                       | Келлі Грейсон                             |                    |
| 44-а (2018) | • Сара Полсон           | «Американська історія жаху: Культ»        | FX                        | Сьюзен Аткінс, Еллі Мейфер-Річардс        |                    |
| 44-а (2018) | • Катріна Балф          | «Чужоземка»                               | Starz                     | Клер Фрейзер                              |                    |
| 44-а (2018) | • Мелісса Бенойст       | «Супердівчина»                            | CBS                       | Супердівчина                              |                    |
| 44-а (2018) | • Ліна Гіді             | «Гра престолів»                           | HBO                       | Серсі Ланністер                           |                    |
| 44-а (2018) | • Джилліан Андерсон     | «Цілком таємно»                           | FOX                       | Дейна Скаллі                              |                    |
| 45-а (2019) |                         | • Емілія Кларк                            | «Гра престолів»           | HBO                                       | Дейнеріс Таргарієн |
| 45-а (2019) | • Катріна Балф          | «Чужоземка»                               | Starz                     | Клер Фрейзер                              |                    |
| 45-а (2019) | • Мелісса Бенойст       | «Супердівчина»                            | CBS                       | Супердівчина                              |                    |
| 45-а (2019) | • Едріанн Палікі        | «Орвілл»                                  | Fox                       | Келлі Грейсон                             |                    |
| 45-а (2019) | • Сандра О              | «Вбиваючи Єву»                            | ВВС America               | Єва Поластрі                              |                    |
| 45-а (2019) | • Кендіс Паттон         | «Флеш»                                    | The CW                    | Айріс Вест                                |                    |
| 45-а (2019) | • Джоді Віттакер        | «Доктор Хто»                              | ВВС America               | Доктор Хто                                |                    |
| 46-а (2020) |                         | • Катріна Балф                            | «Чужоземка»               | Starz                                     | Клер Фрейзер       |
| 46-а (2020) | • Ріа Сіхорн            | «Краще подзвоніть Солу»                   | AMC                       | Кім                                       |                    |
| 46-а (2020) | • Тенді Ньютон          | «Край „Дикий Захід“»                      | HBO                       | Мейв Міллей                               |                    |
| 46-а (2020) | • Реджина Кінг          | «Вартові»                                 | HBO Max                   | Анжела Абар                               |                    |
| 46-а (2020) | • Мелісса Бенойст       | «Супердівчина»                            | CBS                       | Супердівчина                              |                    |
| 46-а (2020) | • Сонеква Мартін-Грін   | «Зоряний шлях: Дискавері»                 | Paramount+                | Майкл Бернем                              |                    |
| 46-а (2020) |                         | • Кендіс Паттон                           | «Флеш»                    | The CW                                    | Айріс Вест         |

### 2021—
| Церемонія      | Фото лауреата        | Акторка                       | Телевізійна программа   | Мережа                           | Роль                 |
| -------------- | -------------------- | ----------------------------- | ----------------------- | -------------------------------- | -------------------- |
| 47-а (2021/22) | Кабельне телебачення | Кабельне телебачення          | Кабельне телебачення    | Кабельне телебачення             | Кабельне телебачення |
| 47-а (2021/22) |                      | • Рей Сігорн                  | «Краще подзвоніть Солу» | AMC                              | Кім Векслер          |
| 47-а (2021/22) | • Каітріона Белфі    | «Чужоземка»                   | Starz                   | Клер Фрейзер                     |                      |
| 47-а (2021/22) | • Кайлі Банбері      | «Безмежне небо»               | ABC                     | Кессі                            |                      |
| 47-а (2021/22) | • Кортні Кокс        | «Сяюча долина»                | Starz                   | Патриція Фелпс                   |                      |
| 47-а (2021/22) | • Мелані Лінскі      | «Шершні»                      | Showtime                | Шона                             |                      |
| 47-а (2021/22) | • Роуз МакАйвер      | «Привиди»                     | CBS                     | Саманта Арондекар                |                      |
| 47-а (2021/22) | • Елізабет Таллок    | «Супермен і Лоїс»             | The CW                  | Лоїс Лейн                        |                      |
| 47-а (2021/22) | Стрімінг             |                               |                         |                                  |                      |
| 47-а (2021/22) |                      | • Мінг-На Вен                 | «Книга Боби Фетта»      | Disney+                          | Фенек Шанд           |
| 47-а (2021/22) | • Міллі Боббі Браун  | «Дивні дива»                  | Netflix                 | Одинадцять                       |                      |
| 47-а (2021/22) | • Брітт Лоуер        | «Розрив»                      | Apple TV+               | Хеллі Ріггс                      |                      |
| 47-а (2021/22) | • Ерін Моріарті      | «Хлопаки»                     | Prime Video             | Енні Дженьюері / Зіронька        |                      |
| 47-а (2021/22) | • Елізабет Олсен     | «ВандаВіжен»                  | Disney+                 | Ванда Максимова / Багряна відьма |                      |
| 47-а (2021/22) | • Бет Рісграф        | «Грабуй награбоване: Спокута» | Freevee                 | Паркер                           |                      |
| 47-а (2021/22) | • Кейт Сіґел         | «Опівнічна меса»              | Netflix                 | Ерін Ґрін                        |                      |
| 48-а (2022/23) |                      | • Катріна Балф                | «Чужоземка»             | Starz                            | Клер Фрейзер         |
| 48-а (2022/23) | • Лорен Коен         | «Ходячі мерці: Мертве місто»  | AMC                     | Меггі Ґрін                       |                      |
| 48-а (2022/23) | • Емма Д'Арсі        | «Дім дракона»                 | HBO                     | Рейніра Таргарієн                |                      |
| 48-а (2022/23) | • Тетяна Маслані     | «Жінка-Галк: Адвокатка»       | Disney+                 | Дженніфер Волтерс / Жінка-Галк   |                      |
| 48-а (2022/23) | • Ребекка Фергюсон   | «Бункер»                      | Apple TV+               | Джульєтта Ніколс                 |                      |
| 48-а (2022/23) | • Роуз МакАйвер      | «Привиди»                     | CBS                     | Саманта Арондекар                |                      |
| 48-а (2022/23) | • Елізабет Таллок    | «Супермен і Лоїс»             | The CW                  | Лоїс Лейн                        |                      |